# Eugène Cottin
Pour les articles homonymes, voir Cottin.
Eugène Jean-François Cottin né le 2 octobre 1841 à Strasbourg et mort le 7 août 1902 dans le 17e arrondissement de Paris, est un peintre, graveur, illustrateur et caricaturiste français.

## Biographie
Fils de François Cottin, capitaine d'infanterie et chevalier de la Légion d'honneur, et de Marie-Catherine Schertzinger, Eugène Cottin est l'élève de Léon Bonnat et de Léon-Victor Dupré à l'École des beaux-arts de Paris. Il consacre sa peinture aux sujets animaliers et militaires. Il débute au Salon de Paris en 1879.
Il est par ailleurs un caricaturiste et dessinateur humoristique apprécié. Il collabore à ce titre à une dizaine de titres de presse dont Le Chat Noir, la Petite Presse, le journal féministe La Fronde, Le Sifflet, Le Petit Français illustré, L'Intransigeant et Gil Blas. Eugène Cottin est également illustrateur d'ouvrages.

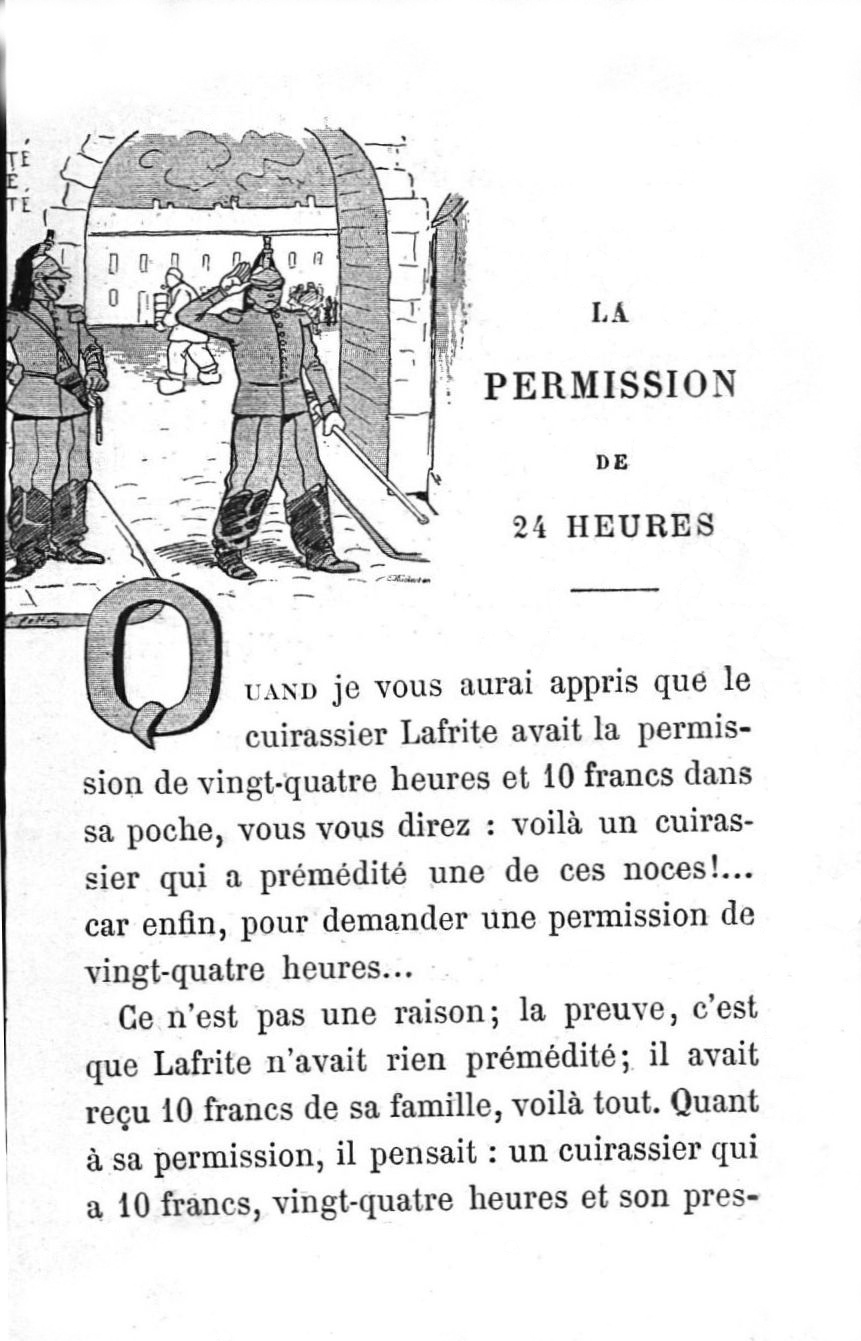
Illustration pour Le Monde où l'on rit (1895), recueil de chroniques humoristiques de Jules Moinaux.

Il est l'auteur d'un recueil de caricatures judiciaires intitulé Drôleries du Palais : album humoristique édité chez Plon en 1900.

## Collections publiques
- L'Isle-Adam, musée Louis-Senlecq :
  - Chouette, nous coupons à la corvée, encre de Chine[2]
  - L'Atelier de Victor Dupré (sous réserve), rue de Paradis à Paris, vers 1873, 1873, encre sur calque collé sur carton[3]
  - Le Retour du général Plonplon, lavis sur calque[4]
  - Mr Sévère 27 février 1813-1883 (chanson), lithographie[5]
- Musée d'art moderne et contemporain de Strasbourg : Deux Turcs debout, huile sur bois[6]